# Лаптон (Аризона)
Лаптон (англ. Lupton) — переписна місцевість (CDP) в США, в окрузі Апачі штату Аризона. Населення — 19 осіб (2020).

## Географія
Лаптон розташований за координатами 35°21′17″ пн. ш. 109°3′10″ зх. д. / 35.35472° пн. ш. 109.05278° зх. д. (35.354740, -109.052822). За даними Бюро перепису населення США в 2010 році переписна місцевість мала площу 0,90 км², уся площа — суходіл.

## Демографія
Згідно з переписом 2010 року, у переписній місцевості мешкало 25 осіб у 6 домогосподарствах у складі 5 родин. Густота населення становила 28 осіб/км². Було 8 помешкань (9/км²).
Расовий склад населення:
| - 92,0 % — корінних американців |

До двох чи більше рас належало 8,0 %. Частка іспаномовних становила 0,0 % від усіх жителів.
За віковим діапазоном населення розподілялося таким чином: 36,0 % — особи молодші 18 років, 60,0 % — особи у віці 18—64 років, 4,0 % — особи у віці 65 років та старші. Медіана віку мешканця становила 22,5 року. На 100 осіб жіночої статі у переписній місцевості припадало 92,3 чоловіків; на 100 жінок у віці від 18 років та старших — 77,8 чоловіків також старших 18 років.
Цивільне працевлаштоване населення становило 3 особи. Основні галузі зайнятості: освіта, охорона здоров'я та соціальна допомога — 100,0 %.